# Danh sách tập phim InuYasha Kanketsu-Hen

Bìa của bộ đĩa DVD của anime Inu Yasha mùa cuối cùng (Inu yasha The Final Act).

Đây là danh sách tập của anime Inuyasha: The Final Act (犬夜叉 完結編 Inuyasha Kanketsu-Hen) dựa trên manga cùng tên của Takahashi Rumiko, tiếp nối phiên bản chuyển thể đầu tiên. Series được phát sóng trên Yomiuri TV từ 3 tháng 10 năm 2009 đến 29 tháng 3 năm 2010 gồm 26 tập. 
Có 4 ca khúc chủ đề sử dụng trong phim, trong đó có một bài mở đầu và ba bài kết thúc. "Kimi ga Inai Mirai"của Do As Infinity được sử dụng làm bài hát mở đầu cho cả series. "With You" của AAA được chọn làm bài hát kết thúc cho 9 tập đầu tiên. Bài kết thúc thứ hai là "Diamond" của Alan được sử dụng từ tập 10 đến tập 17. Bài cuối cùng là "Tōi Michi no Saki de" (遠い道の先で "The Long Road Ahead") của Takekawa Ai được sử dụng cho các tập còn lại.
__ TOC__

## Danh sách các tập anime
| STT | STT | Tên tập phim                                                                                          | Ngày phát sóng gốc   |
| Tổng | Mùa | Tên tập phim                                                                                          | Ngày phát sóng gốc   |
| --- | --- | --- | -------------------- |
| 168 | 1   | "Trái tim của Naraku" "Naraku no Shinzō" (奈落の心臓)                                                 | 3 tháng 10 năm 2009  |
| Hakudoshi (Bạch Đồng Tử) mưu tính cùng Kagura và Goryomaru hạ bệ Naraku. Trong lúc đó, Naraku đang theo dõi kế hoạch của họ qua tấm gương của Kanna. Đáp lại sự đối đãi của Hakudoshi, Kagura nói sẽ mang về mảnh ngọc Tứ Hồn từ cổ Kohaku về nhưng cô lại bị lay động trước ước muốn trả thù của Kohaku và giúp cậu trốn thoát. Thấy sự phản bội của Kagura, Hakudoshi cố giết cô nhưng Kagura đã được bảo vệ bởi InuYasha. Đúng lúc Bạch Đồng Tử giao đấu InuYasha, lũ trùng độc đến cứu nguy cho hắn. Tuy nhiên, Naraku đã bỏ mặc hắn và Hakudoshi bị hút vào hang gió của Miroku. |     | |                      |
| 169 | 2   | "Gió của Kagura" "Kagura no Kaze" (神楽の風)                                                          | 10 tháng 10 năm 2009 |
| Sau khi được Inuyasha và bạn anh bảo vệ, Kagura lại cố gắng thoát khỏi Naraku. Hắn đột nhiên xuất hiện để trao trả trái tim cho cô. Trong khi đó, Kikyo đang thu thập chút linh hồn còn lại của Midoriko để phục hồi linh lựa của mình. Cô cho Inuyasha biết cách để tiêu diệt Naraku, linh hồn hẳn phải được thanh tẩy. Koga cũng hoàn thành thử thách của các bậc tổ tiên tộc yêu sói để có được Ngũ lôi chỉ, bảo vật của gia tộc anh. Trong khi Sesshoumaru chiến đấu với Moryomaru, Naraku trả lại trái tim cho Kagura và ngay lập tức hắn dùng xúc tu đâm xuyên qua rồi tiêm nhiễm vào người cô lượng lớn chướng khí, đẩy cô đến bên bờ vực của cái chết. Nhưng cô vẫn còn đủ sức để bay đi bằng chiếc lông vũ của mình, đáp lại trên một cánh đồng tràn đầy hoa, nơi cô có thể nghe được nhịp đập từ trái tim mới trở về bên trong lồng ngực. Ngửi thấy mùi máu của Kagura, Sesshoumaru nhanh chóng kết thúc cuộc chiến và anh đã làm gãy thanh Nanh Quỷ. Anh tìm thấy Kagura trên cánh đồng hoa trước khi cô ra đi. Cơ thể cô dần tan thành mây bụi, chiếc lông vũ cài thường trên tóc cô trôi lững lờ trong gió và bây giờ, cô thực sự được tự do. InuYasha cùng các bạn anh đã đến quá trễ, khi được Inuyasha hỏi rằng lúc ra đi Kagura có đau đớn không, Sesshoumaru trả lời: "Cô ấy đã mỉm cười." |     | |                      |
| 170 | 3   | "Minh Đạo Tàn Nguyệt Phá" "Meido Zangetsuha" (冥道残月破)                                             | 17 tháng 10 năm 2009 |
| Totosai đến trước mặt Sesshoumaru và nói với anh rằng bây giờ ông có thể sửa Thiên Sinh Nha trở thành một vũ khí có thể sát thương. Trong khi đó, nhóm của Inuyasha tìm thấy một ngôi đền nơi lũ Hồ yêu đang cố lừa lọc, chọc phá mọi người để thăng cấp trong giới yêu quái. Sau khi vô tình tham gia vào cuộc thi đó, Shippo bắt đầu trêu chọc InuYasha, người luôn đánh bại cậu. Shippo đành rút lui vào rừng, ở đây cậu dã gặp một cô bé tên là Mujina chủ nhân của thanh kiếm có thể hút yêu lực từ Phong thương của Thiết Toái Nha. Cô đã dùng năng lượng hấp thụ được tấn công Inuyasha nhưng lại quá yếu nên ngay lập tức bị đánh bại. Ở thế giới hiện đại, ông của Kagome nói với cô rằng ngọc Tứ Hồn chỉ có thể bị xóa sổ hoàn toàn trên thế giới này nếu người sử dụng nó ước đúng điều ước.Vào lúc này, Sesshoumaru đang học Minh Đạo Tàn Nguyệt Phá, một tuyệt kĩ thể mở được một cánh của dẫn đến địa ngục và đưa một kẻ thù thẳng vào đó. |     | |                      |
| 171 | 4   | "Thiết Toái Nha vảy rồng" "Ryūrin no Tessaiga" (竜鱗の鉄砕牙)                                         | 24 tháng 10 năm 2009 |
| Nhóm của Inuyasha cứu thoát Toshu, một người thợ rèn kiếm khỏi tên yêu quái Ryujin. Ryujin tức giận vì Toshu chưa hoàn thành thanh kiếm Dakki (Đoạt Quỷ),một thanh kiếm được chế tạo ra để hút yêu lực của người khác.Sau đó,Toshu dùng thanh kiếm đó để hấp thụ sức mạnh của Ryujin, rồi đánh nhau với Inuyasha để tiếp tục ăn cắp yêu lực của Thiết Toái Nha.Tuy nhiên, yêu lực của Dakki quá mạnh đối với một con người nên Toshu đã chết dưới kiếm áp. Đồng thời thanh kiếm gãy đôi, trả lại sức mạnh về Thiết Toái Nha cùng khả năng hút yêu lực của Dakki. Trong lúc đó, một yêu sói (okami) tên Kai tấn công Koga nhằm lấy mảnh ngọc Tứ Hồn để giải cứu em trai của cậu khỏi tên yêu quái Byakuya, một phân thân mới được tạo ra để thay thế Kagura của Naraku. |     | |                      |
| 172 | 5   | "Sự thử thách của Yêu Linh Đại Thánh" "Yōrei Taisei no Shiren" (妖霊大聖の試練)                       | 1 tháng 11 năm 2009  |
| Với sức mạnh mới của Thiết Toái Nha, Totosai bảo Inuyasha đến chỗ một yêu quái sống ẩn dật tên là Yêu Linh Đại Thánh để học cách sử dụng thực sự của Thiết Toái Nha Vảy Rồng. Khi InuYasha đến ngôi làng đó, cậu đã phải vượt qua nhiều thử thách của Yêu Linh Đại Thánh tạo ra để có được khả năng phát hiện và chém yêu huyệt của đối phương. Trong khi đó, Moryomaru đang tìm cách hấp thụ hai yêu quái sinh đôi để tăng sự gắn kết của hắn với lớp áo giáp, Sesshomaru cũng xuất hiện. |     | |                      |
| 173 | 6   | "Cái chết của Moryoumaru" "Mōryōmaru no Saigo" (魍魎丸の最期)                                         | 7 tháng 11 năm 2009  |
| Naraku hấp thụ cây yêu quái Dung Mệnh để có sức mạnh đi xuyên qua kết giới yêu quái.Inuyasha và nhóm bạn định đối đầu với hắn thì Naraku bỏ trốn, mọi người vội đuổi theo. Kikyou và Kohaku đuổi theo phần còn lại của viên ngọc Tứ Hồn gần hoàn thành, và lần đầu giáp mặt Kouga. Khi nhóm của Inuyasha đến ngọn núi, Moryoumaru đã gặp Naraku và chuẩn bị tấn công hắn.Naraku lừa Moryoumaru hấp thụ mình, nhằm đi xuyên qua lớp áo giáp cứng rắn của Moryoumaru để cho hắn hấp thụ Moryoumaru từ bên trong cùng Akago trái tim của hắn. Kikyou định dùng mảnh ngọc của Kohaku để thanh tẩy Naraku. Nhưng vì biết Sango sẽ rất đau khổ nếu Kohaku chết, Miroku liền tấn công Naraku với Phong huyệt, mặc cho chướng khí dần đầu độc cơ thể, khiến anh thổ huyết,nhưng Miroku quyết không đóng Hang gió lại dù mọi người hết lời can ngăn. Cuối cùng Inuyasha phải dùng đến vũ lực, nhưng trước khi hang gió đóng lại Miroku đã kịp hút Bất Yêu Bích. Khi Naraku rời đi,hắn cười khẩy và nói với họ rằng chỉ một chút nữa Miroku đã hút được trái tim của hắn, và mọi người sẽ thấy vô cùng hối tiếc vì bỏ qua cơ hội này.Miroku đang ở bên bờ của cái chết, Kikyou nói rằng cô sẽ giúp thanh tẩy chướng khí cho anh nhưng không thể cứu chữa hoàn toàn. |     | |                      |
| 174 | 7   | "Linh miếu trên núi Azusa" "Azusayama no Reibyō" (梓山の霊廟)                                         | 14 tháng 11 năm 2009 |
| Kikyo dùng linh lực của mình để trị thương cho Miroku, nhưng cô cũng cảnh báo rằng anh sẽ chết nếu tiếp tục sử dụng quá ngưỡng chịu đựng của hang gió.Sau khi lấy lại được trái tim con người của mình, Naraku biết được kế hoạch thanh tẩy hắn với việc hấp thụ mảnh ngọc Tứ hồn của Kohaku của Kikyou. Naraku làm cho Inuyasha,Kikyou và Kagome vướng vào mạng nhện của hắn,làm cho vết thương cô duy trì từ việc chữa trị cho Miroku phát triển.Sau khi họ thoát ra khỏi nó,Kagome đi tới ngọn núi Azusa thiêng liêng để có được cung tên hamaya có linh lực đặc biệt và có khả năng của nó có thể cứu được Kikyou,nhưng chỉ khi cô thực sự mong muốn thế.Thánh thần Bảo vệ thử thách cô,trong khi Kagome rơi xuống một vách đá.Kikyou xuất hiện và làm Kagome tức giận bằng việc kể cho cô những gì cô ấy nghĩ về cô.Kagome nói rằng Kikyou ghen tỵ,và biết được rằng đó chỉ là hình ảnh của Kikyou được tạo ra từ chính nỗi bất an của cô.Kagome vượt qua bài kiểm tra có được cung tên của núi Azusa. |     | |                      |
| 175 | 8   | "Giữa những vì sao lấp lánh" "Hoshiboshi Kirameki no Aida ni" (星々きらめきの間に)                    | 21 tháng 11 năm 2009 |
| Kagome rơi từ trên bầu trời xuống,nhưng Inuyasha đỡ được cô.Naraku lại bắt Kikyou và những người khác,bao gồm cả Koga.Hắn dự định có được hai mảnh ngọc của Koga,nhưng nhận ra rằng chúng quá thuần khiết khi ảnh hưởng bởi sức mạnh phi thường của ý muốn của Midoriko,vậy hắn bắt lấy Koga để làm nhiễm bẩn chúng.Inuyasha và Kagome đến nơi và khi Inuyasha đánh nhau với hắn,Kagome nhắm cung tên của núi Azusa vào Kikyou để cứu cô,nhưng Kikyou bảo cô phải chờ đợi.Naraku làm rơi cô và cơ thể của hắn mở ra,lộ ra viên ngọc Tứ hồn ở trong.Koga cố gắng để tóm được nó,nhận thấy rằng mảnh ngọc của cậu đang thanh tẩy Naraku,nhưng viên ngọc bỗng biến mất và làm Koga bị kẹt.Miroku dùng Phong huyệt để hút vào chướng khí để giải thoát cậu.Inuyasha và Koga có thể giải phóng cậu,nhưng Koga kết thúc với việc bị mất hai mảnh ngọc Tứ hồn trong giai đoạn đó.Với viên ngọc Tứ hồn thực sự ở bên trong người Kikyou,cô ra lệnh cho Kagome bắn mũi tên vào cô.Nó thanh tẩy viên ngọc,và Tử hồn trùng của Kikyou bay tới Naraku để thanh tẩy hắn cùng với Ngọc Tứ hồn.Tuy nhiên,yêu lực của hắn lấn át linh lực của Kikyou,viên ngọc bị nhiễm bẩn,làm cho Kikyou bất lực và ở bên bờ vực của cái chết.Cô nói với Inuyasha đang đau khổ rằng giờ đây,cuối cùng cô cũng là một người phụ nữ bình thường,và anh hôn cô trước khi cô chết và Tử hồn trùng đưa linh hồn của cô tới nơi yên bình.                       |     | |                      |
| 176 | 9   | "Sesshoumaru ở trong Minh Đạo" "Meikai no Sesshōmaru" (冥界の殺生丸)                                  | 28 tháng 11 năm 2009 |
| Không có hai mảnh ngọc Tứ Hồn,Koga cùng với những người bạn đồng hành của cậu rút lui sau trận đánh với Naraku,để lại mong muốn được trả thù cho Inuyasha và nhóm của cậu ấy.Trong lúc đó,Sesshoumaru gặp mẹ của anh để hỏi xem làm sao anh có thể khiến Minh Đạo Tàn Nguyệt phá thậm chí còn mạnh hơn so với ban đầu.Bà triệu tập viên đá Minh Đạo (Meidou-Seiki) cho anh để anh có thể có một cuộc chiến,mà đã đưa Rin và Kohaku tới thế giới bên kia.Anh đuổi theo và đánh bại con quái vật và giải cứu họ.Tuy nhiên,Kohaku có thể di chuyển ở trong Minh Đạo với mảnh ngọc Tứ Hồn nhưng Rin thì không.Khi mà Kohaku báo lại cho Sesshoumaru là Rin đã ngừng thở,anh dừng lại và sốc.Bóng tối của vực thẳm bao bọc cô và Sesshoumaru đối đầu với người canh gác của địa ngục,nhưng Rin đã chết.Sesshoumaru dùng Thiên Sinh Nha để thanh tẩy người chết ở thế giới bên kia,và Thiên Sinh Nha mang anh,cơ thể của Rin và Kohaku trở lại trần gian, cũng làm cho Minh Đạo mở rộng nhiều lần hơn trước. Sesshoumaru thực sự lo lắng khi nhận ra Thiên Sinh Nha không thể hồi sinh Rin lần thứ hai, chỉ có thể phục sinh một người một lần duy nhất. Mẹ của anh, sau khi quở trách anh về suy nghĩ rằng anh có thể điều khiển sự sống và cái chết của người khác, bà làm cho Rin sống lại bằng sử dụng viên đá Minh Đạo của mình, nhưng cảnh báo rằng cả Rin và Kohaku đều không thể hồi sinh bởi Thiên Sinh Nha một lần nữa. |     | |                      |
| 177 | 10  | "Những bông hoa ướt đẫm trong nỗi u sầu" "Kanashimi ni Nureru Hana" (悲しみに濡れる花)                | 5 tháng 12 năm 2009  |
| 178 | 11  | "Bia mộ của Kanna" "Kanna no Bohyō" (神無の墓標)                                                      | 12 tháng 12 năm 2009 |
| 179 | 12  | "Cảm xúc của Sango và quyết tâm của Miroku" "Sango no Omoi, Miroku no Kakugo" (珊瑚の想い 弥勒の覚悟) | 19 tháng 12 năm 2009 |
| 180 | 13  | "Minh Đạo hoàn chỉnh" "Kanzen na Meidō" (完全な冥道)                                                  | 26 tháng 12 năm 2006 |
| 181 | 14  | "Mưu kế của Naraku" "Naraku no Tsuigeki" (奈落の追撃)                                                 | 4 tháng 1 năm 2010   |
| 182 | 15  | "Người thừa kế đích thực" "Seitōnaru Keishōsha" (正統なる継承者)                                      | 11 tháng 1 năm 2010  |
| 183 | 16  | "Kết giới của Hitomiko" "Hitomiko no kekkai" (瞳子の結界)                                             | 18 tháng 1 năm 2010  |
| 184 | 17  | "Ý niệm xấu xa của Magatsuhi" "Magatsuhi no Janen" (曲霊の邪念)                                       | 25 tháng 1 năm 2010  |
| 185 | 18  | "Sự kiện quan trọng trong cuộc đời" "Jinsei no Ichidaiji" (人生の一大事)                              | 1 tháng 2 năm 2010   |
| 186 | 19  | "Mảnh ngọc của Kohaku" "Kōhaku no Kakera" (琥珀の欠片)                                                | 8 tháng 2 năm 2010   |
| 187 | 20  | "Ngọc Tứ Hồn hoàn chỉnh" "Shikon no Tama ga Kansei suru Toki" (四魂の玉が完成する時)                  | 15 tháng 2 năm 2010  |
| 188 | 21  | "Bên trong Naraku" "Naraku no Tainai e" ( 奈落の体内へ)                                               | 22 tháng 2 năm 2010  |
| 189 | 22  | "Naraku: Bẫy bóng đêm" "Naraku Yami no Wana" (奈落 闇の罠)                                            | 1 tháng 3 năm 2010   |
| 190 | 23  | "Naraku: Bẫy ánh sáng" "Naraku Hikari no Wana" (奈落 光の罠)                                          | 8 tháng 3 năm 2010   |
| 191 | 24  | "Điều ước ngắn ngủi của Naraku" "Naraku Hakanaki Nozomi" (奈落 儚き望み)                              | 15 tháng 3 năm 2010  |
| 192 | 25  | "Cảm giác không thể thấu" "Todokanu Omoi" (届かぬ想い)                                                | 22 tháng 3 năm 2010  |
| 193 | 26  | "Hướng về ngày mai" "Ashita e" (明日へ)                                                               | 29 tháng 3 năm 2010  |
| Ngọc Tứ Hồn biến mất vĩnh viễn khi Kagome ước 1 điều chín chắn là niềm tin tưởng Inu Yasha sẽ bên cạnh cô, lập tức giếng cạn hiện trở lại vào thời chiến quốc và thời hiện đại và Kagome trở về nhà an toàn. 3 năm sau, khi Kagome tốt nghệp phổ thông trung học, trở lại thời chiến quốc và mọi sự đã thay đổi sau khoảng thời gian dài: Shippo ra đi luyện tập để trở thành hồ yêu thực thụ; Miroku và Sango đã kết hôn và sinh 3 người con (2 bé gái sinh đôi và 1 bé trai); Kohaku luyện tập để trở thành yêu quái Thoái trị ốc như chị mình với sự giúp đỡ của Totosai và Myoga; Koga và Ayame đã kết hôn; Sesshomaru giao Rin cho bà Kaede để đi đây đi đó với Jaken. Kagome kết hôn với Inu Yasha và cùng hướng về tương lai tươi sáng. |     | |                      |